# 日本木造分譲住宅協会
一般社団法人日本木造分譲住宅協会（にほんもくぞうぶんじょうじゅうたくきょうかい、英語: Japan Wood-Housing Association、略称: 木分協、英略: J-WHA）は、国産木材の活用推進を通した森林問題の解決を目的とした日本の一般社団法人。

## 概要
2021年4月13日に、脱炭素社会の構築や持続可能な開発目標（SDGs）の課題解決を目的として当時の三栄建築設計（現：メルディア）代表取締役であった小池信三が発起人となり、オープンハウス、ケイアイスター不動産の賛同を得て、3社が立ち上げた一般社団法人。

## 主な取り組み

### 国産材の調達
2021年現在、住宅業界では外国産の木材が入ってこない、もしくは値段が高止まりしている状態（ウッドショック）が続いていて、その状況を打破するために国産木材の使用率100%を目指している。
国産木材の調達の仕組みとしては、製材工場とプレカット工場の間に本協会を置き、安定した価格でプレカット工場に販売するというもので、今年の5月から開始している。